# 川島甚兵衛 (2代目)
二代目 川島 甚兵衛（にだいめ かわしま じんべえ、1853年6月28日（嘉永6年5月22日） - 1910年（明治43年）5月5日）は、日本の織物業者、帝室技芸員。幼名は辨次郎、号は恩輝軒主人。

## 来歴・人物
1853年6月28日（嘉永6年5月22日）、山城国京都六角堂町に父・初代川島甚兵衛、母・愛子の長男として生まれる。1859年（安政6年）、平井義直の下で学問を修め、その傍らで初代と共に加賀を初めとする各地を巡回し織物業の実習を受ける。1868年（明治元年）には単身で甲州等の織物業を巡視する。
1876年（明治9年）11月4日、三村春子と結婚する。
1879年（明治12年）3月15日、初代が病没したため、家名を継承する。同年秋から初代の遺志でもあった朝鮮貿易の視察のために朝鮮に渡航する。
1881年（明治14年）2月、丹後ちりめんの改良に関する建白書を京都府知事に提出する。その後、その建白書の趣旨を実行し、丹後ちりめんに西陣織の技術を応用し、新製法を国内外に伝搬する。
1884年（明治17年）、西陣織物工場を建築する。
1886年（明治19年）、品川弥二郎の命によりドイツ帝室へ献納する緞子檜扇模様織を完成させる。これを機に品川との縁が生まれ、同年3月15日から海外視察のため品川一行と神戸港を出帆、約1年かけてドイツ、フランス、オーストリア、イタリアと欧州の織物技術を精力的に視察して回る。この時、ゴブラン織と日本の綴織が同じ原理であることを知り、綴織を改良すれば欧州より精緻な美術染織(織物)が作れると確信する。翌年帰朝の後、自宅の一隅に西洋式の建築物を新築し、「川島織物参考館」と名付ける。そして、試行錯誤しながらの綴織機の改良が始まり、広幅用綴織機など、輸出用美術染織制作のための実用化ツールを蓄積してゆく。

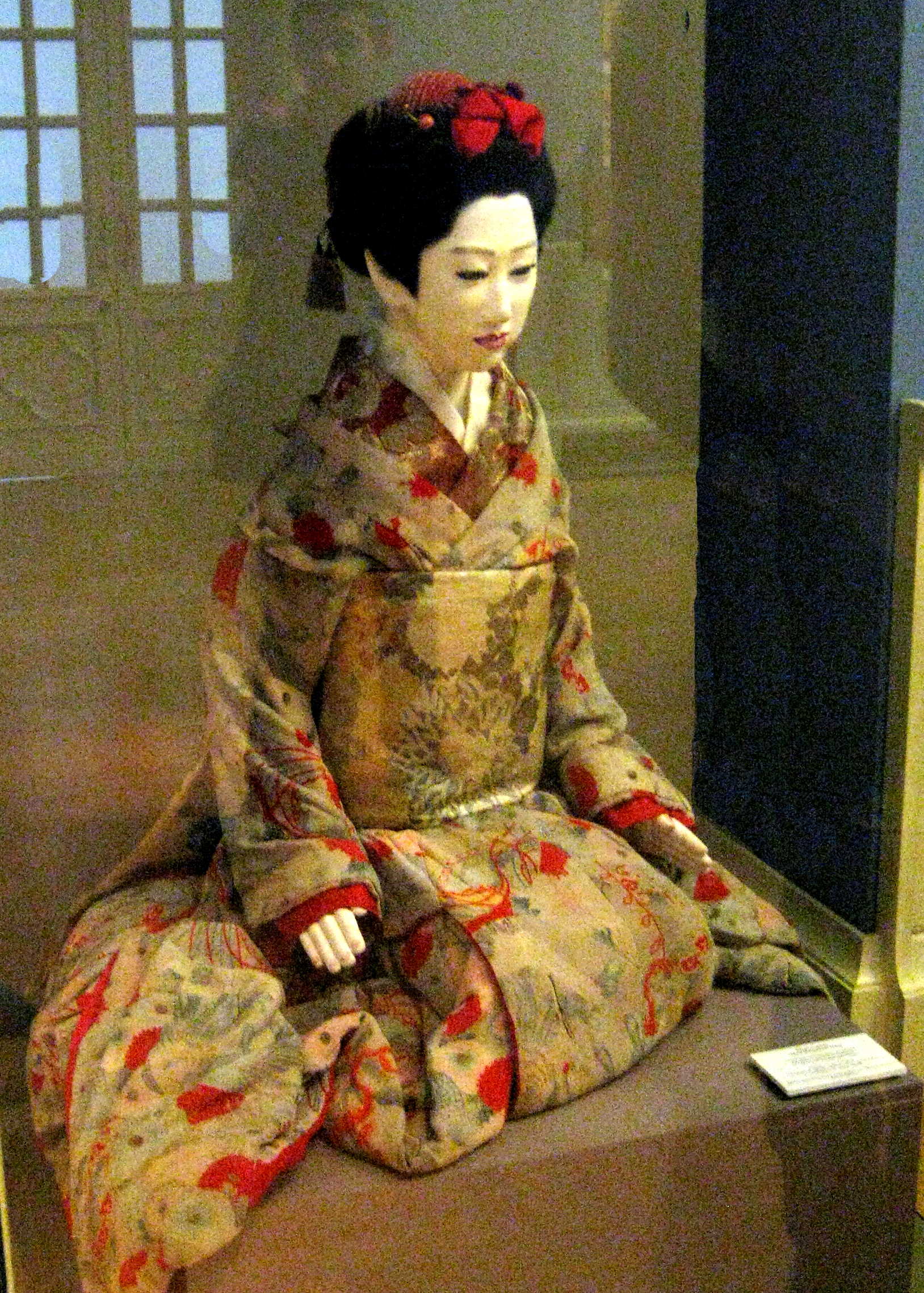
大津事件の謝罪を込めて明治天皇の依頼により川島甚兵衛が製作しニコライ皇太子贈ったとされる「諸岡マツ」生人形（クンストカメラ所蔵）

1891年（明治24年）2月26日、宮内省織物御用達を公許される。1892年（明治25年）9月14日、緑綬褒章を受ける。
1895年（明治28年）8月13日、妻・春子が亡くなる。
1896年（明治29年）、個人事業として行ってきた川島家の織物事業を会社組織に改めて、川島織物合資会社を興す。
1898年（明治31年）2月9日、帝室技芸員を仰せ付けられる。1902年（明治35年）3月22日、勲六等瑞宝章に叙せられる。
1906年（明治39年）5月26日、長女・絹子と井上三六（後の三代目川島甚兵衛）が結婚し、婿養子を迎える。
1907年（明治40年）、川島織物合資会社の出資を全部買収し、個人事業として川島織物所を興す。
1910年（明治43年）5月5日、自宅にて死去、享年58歳。戒名は「真浄院釈清諄」。

## 作品

### 織物
| 作品名             | 製作年          | 原画家            | 備考 |
| ------------------ | --------------- | ----------------- | --- |
| 光琳四季草花       | 明治22年 1889年 | 東翠石            | |
| 犬追物の図         | 明治23年 1890年 | 原在泉            | 東京で開催された第3回内国勧業博覧会へ出品されたもの。宮内庁が買い上げ、後にロマノフ家に贈られる。 |
| 富士巻狩図         | 明治24年 1891年 | 今尾景年 守住勇魚 | |
| 葵祭の図           | 明治26年 1893年 | 今尾景年 守住勇魚 | 宮内庁が買い上げ、後にアメリカ大統領に贈られる。 |
| 日光祭礼の図       | 明治26年 1893年 | 田村宗立          | シカゴ万国博覧会へ出品されたもの。 |
| 悲母観音図         | 明治28年 1895年 | 狩野芳崖          | 京都で開催された第4回内国勧業博覧会へ出品されたもの。現在は東京国立博物館に所蔵。 |
| 武具曝涼図         | 明治33年 1900年 | 守住勇魚          | 群犬の図とともにパリ万国博覧会へ出品されたもの。 |
| 群犬の図           | 明治33年 1900年 | 竹内鎌太郎        | 武具曝涼図とともにパリ万国博覧会へ出品されたもの。 |
| 閣龍帰還の図       | 明治36年 1903年 |                   | 大阪で開催された第5回内国勧業博覧会へ出品されたもの。 |
| 難波津式           | 明治36年 1903年 |                   | |
| コロンブス帰還の図 | 明治36年 1903年 | 竹内鎌太郎        | 原画は加賀前田家に伝わるタペストリーを竹内鎌太郎が模写したもの。 |
| 若冲動植物彩画図   | 明治37年 1904年 | 伊藤若冲          | 『動植綵絵』30幅から選んだ15幅をもとに製作したもの。セントルイス万国博覧会の「若冲の間」を装飾するために作ら れた。「若冲の間」は金賞に輝いたが、作品は譲渡先のニューヨーク商工会議所に輸送中、船舶火災により焼失した。 |
| 蒙古襲来の図       | 明治37年 1904年 | 守住勇魚          | セントルイス万国博覧会へ出品されたもの。 |
| 百花百鳥之図       | 明治38年 1905年 | 菊池芳文          | リエージュ万国博覧会へ出品されたもの。「百花百鳥之間」を装飾するために制作された。一部が現存(宮内庁三の丸尚蔵館蔵)。 |
| 雲鶴之図           | 明治38年 1905年 | 川北霞峰          | |
| 百花               | 明治41年 1908年 | 神坂雪佳          | |
| 武士山狩           | 明治42年 1909年 | 浅井忠            | |
| 文具曝涼図         | 明治44年 1911年 | 守住勇魚          | 『武具曝涼図』と対をなすもの。 |

### 文章
- 『織物誌』（明治41年（1908年）2月稿）
  - 「織物誌」『開国五十年史』 下巻、開国五十年史発行所、1908年2月29日、545-568頁。
  - 「織物誌」『恩輝軒主人小伝』秀英舎、1913年9月20日、327-347頁。

## 特許・意匠・実用新案
| 品目名                         | 登録年月日                 | 登録番号 | 備考                                 |
| ------------------------------ | -------------------------- | -------- | ------------------------------------ |
| 織物（千代鹿子織）             | 明治26年（1893年）3月14日  |          | 明治32年（1899年）12月20日追加登録。 |
| 織物（旭織）                   | 明治26年（1893年）7月26日  |          |                                      |
| 糸「織物用」「羽衣織」         | 明治27年（1894年）2月23日  |          |                                      |
| 織物（追加）                   | 明治32年（1899年）12月20日 | 3896     |                                      |
| 浮紋織方法（相良織）           | 明治33年（1900年）6月7日   | 4119     |                                      |
| 縫取地革象眼                   | 明治36年（1903年）10月29日 |          |                                      |
| 製糸器                         | 明治38年（1905年）12月22日 |          |                                      |
| 羽毛より綿毛を分離せしむる器械 | 明治39年（1906年）1月17日  | 9940     |                                      |
| 羽毛製糸法                     | 明治41年（1908年）2月14日  |          |                                      |
| 縫箔地                         | 明治41年（1908年）5月29日  | 14356    |                                      |

| 品目名                       | 登録年月日                 | 登録番号 | 備考             |
| ---------------------------- | -------------------------- | -------- | ---------------- |
| 織物製品模様                 | 明治27年（1894年）4月13日  | 348      |                  |
| 織物模様                     | 明治32年（1899年）11月15日 |          |                  |
| 織物模様（第十一類羽織裏地） | 明治35年（1902年）4月10日  |          |                  |
| 椅子形状（第六類椅子）       | 明治36年（1903年）6月18日  |          |                  |
| 蝙蝠傘色彩                   | 明治42年（1909年）2月26日  |          | 意匠50種追加登録 |
| 織物模様（千歳のみどり）     | 明治43年（1910年）4月11日  |          |                  |

| 品目名               | 登録年月日                | 登録番号 | 備考 |
| -------------------- | ------------------------- | -------- | ---- |
| 綴錦（太細織分）     | 明治39年（1906年）3月12日 | 1475     |      |
| 織物（千代錦）       | 明治39年（1906年）8月6日  | 2878     |      |
| 綴錦（両面綴錦）     | 明治40年（1907年）3月     | 4795     |      |
| 織物（段通応用綴織） | 明治42年（1909年）8月     | 14045    |      |
| 九重刺繍             | 明治42年（1909年）9月1日  | 14478    |      |